# Fagraea ceilanica
Fagraea ceilanica là một loài thực vật có hoa trong họ Long đởm. Loài này được Thunb. mô tả khoa học đầu tiên năm 1782.